# Viada LT
UAB Viada LT ist eine Tankstellenkette in Litauen. Es wurde im Februar 1996 als UAB Luktarna in Švenčionėliai registriert. Der Sitz befindet sich jetzt seit September 2016 in Užubaliai, im Amtsbezirk Avižieniai, in der Rajongemeinde Vilnius. Die Unternehmensgruppe besteht aus dem litauischen Hauptunternehmen UAB „Viada LT“ und „Viada Baltija“ (Lettland). 2020 gab es 1048 Mitarbeiter.
Die Gruppe verwaltet 124 Tankstellen in Litauen und 78 in Lettland. Mi 59,8 % der Aktien von „Viada LT“ ist das litauische Unternehmen  UAB „Vaizga“ in Mažeikiai der Eheleute Birutė Paleičikienė und Ivanas Paleičikas größter Einzelaktionär. 2020 erzielte man einen Umsatz von 505 Mio. Euro. Die Tankstellen sind mit Waschanlagen der Fabrikate Istobal, WashTec und Otto Christ ausgestattet.

## Belege
1. ↑  Jahresabschluss 2020
2. ↑  Waschanlagen